# Abrotalus tarczownicowy

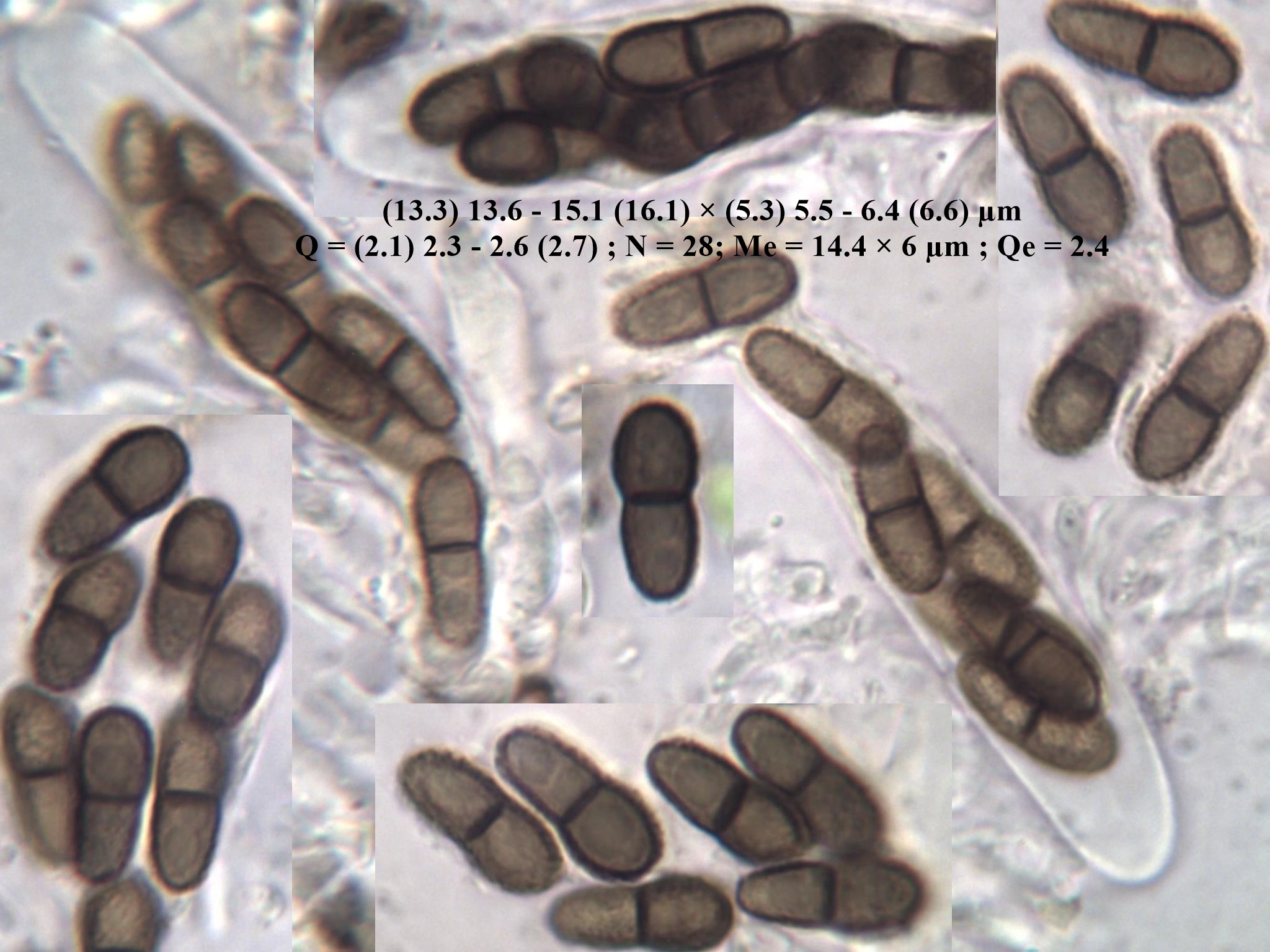
Askospory

Abrotalus tarczownicowy, naplesznik tarczownicowaty (Abrothallus parmeliarum (Sommerf.) Arnold) – gatunek grzybów z rodziny Abrothallaceae. Jest grzybem naporostowym.

## Systematyka i nazewnictwo
Pozycja w klasyfikacji według Index Fungorum: Abrothallus, Abrothallaceae, Abrothallales, Incertae sedis, Dothideomycetes, Pezizomycotina, Ascomycota, Fungi.
Po raz pierwszy opisał go w 1826 r. Søren Christian Sommerfelt, nadając mu nazwę Lecidea parmeliarum. Obecną, uznaną przez Index Fungorum nazwę, nadał mu w 1874 r. Ferdinand Christian Gustav Arnold przenosząc go do rodzaju Abrothallus. Ma kilkanaście synonimów. Niektóre z nich:
- Buellia smithii (Tul.) Jatta 1900
- Buelliella parmeliarum (Sommerf.) Fink 1935
- Vouauxiomyces santessonii D. Hawksw. 1981 (anamorfa)

Nazwa polska według W. Fałtynowicza.

## Morfologia
Na powierzchni porostów tworzy owocniki typu apotecjum o średnicy 100–150 × 400–550 µm. Tarczka owocnika czarna, często pokryta zielonym nalotem, od początku silnie wypukła. Epihymenium ciemnooliwkowobrązowe. Hymenium bezbarwne do zielonkawego, 50–80 µm. Hypotecjum ciemnoczerwonobrązowe. Worki wydłużone, elipsoidalne do maczugowatych, 8-zarodnikowe. Askospory ciemnobrązowe, brodawkowane, 1-przegrodowe, komórki nierównej szerokości, 11,5–16(–17,5) x 4,5–7 µm. Pyknidia czarne, czasami z zielonym nalotem, częściowo zanurzone lub powierzchniowe o ścianie czerwonobrązowej, w górnej części ciemnobrązowej. Komórki konidiotwórcze 8–12 × 3–4 µm. Konidia szkliste, gruszkowate, o powierzchni drobno brodawkowanej, często wyglądającej na gładką, 7,5–10 × 5,5–7 µm.

## Występowanie i siedlisko
Występuje na wszystkich kontynentach poza Antarktydą i Afryką, według innych źródeł także w Afryce. W Polsce podano jego występowanie w kilku regionach.
Jest gatunkiem dość częstym. Występuje na plesze i owocnikach różnych gatunków porostów z rodzaju Parmelia (tarczownica), a także na galasach wywołanych przez owada Phacopsis oxyspora. W Polsce podano jego występowanie na plechach tarczownicy skalnej (Parmelia saxatilis), tarczownicy bruzdkowanej (Parmelia sulcata) i szarzynce skórzastej (Parmelina tiliacea).